# ストローフィ
ストローフィ（Strophe）には、2つの意味がある。
1. ストローフィ - 詩作で、韻脚の別の韻脚への転換、あるいは、コーラスのある側から別の側への転換を意味する言葉。
2. ストロペー（ストロペ、ストロフェー、正旋舞歌、ギリシャ語：στροφή。「回る、曲がる、ねじれる」の意味。句も参照） - 古代ギリシアの頌歌を構成する3つの部分の1つ。

本項では、その両方について詳述する。

## ストローフィ
より一般的に「Strophe」という語は、詩の構造の基礎に置かれる、2つで1組の交互に現れるスタンザ（詩節、連）を指す。近現代詩では、ストローフィは通常スタンザと等しいものになってしまい、詩にその特徴を与える押韻の配列ならびに反復を意味する。しかし古代人は詩の周期の組み合わせを1つのシステムと見なし、変更不可の形式の中で次々に繰り返される時のみ、そのシステムを「ストロペー」と名付けた。

## ストロペー
古代ギリシアのストロペーは頌歌を構成する重要な一部だった。コロス（合唱隊）が祭壇または舞台上を上手（客席から向かって右）から下手（左）に移動しながらこれを歌った。ジョン・ミルトンは『闘士サムソン』の序文でこう述べている。「ストロペー、アンティストロペー、エポードスは音楽のためだけに考案されたある種のスタンザだった」。
2、3行から成る複数のシステムを結合させることによって、最初にストロペーを作ったのはアルキロコスだと言われている。しかし、大規模なストロペーを作り始めたのは古代ギリシアの頌歌作家たちで、それを始めたのはステシコロスと言われるが、それ以前の詩人がそれを知っていた可能性もある。いずれにしても、ストロペー、アンティストロペー、エポードスから構成される頌歌の配列を昇華させたのは、ピンダロスだった。
古代ギリシアの韻律の発展とともに、さまざまな特徴的なストロペー形式が一般的知名度を得、また、指導者的な詩人がそれらを使うことが多かったことで賞賛も得た。それらの中には、サッポー詩体、エレゲイア、アルカイオス風韻文、アスクレピアデス風のストロペーがあり、それらは揃って、ギリシア語詩・ラテン語詩の中でも突出したものだった。最も短くてかつ最も由緒あるストロペーは、ダクテュロス（強弱弱格）の二行連（対句）で、それは同じリズムを持つ2つの詩行で構成され、2行目は1行目の旋律と対を成すものだった。
古代の頌歌のストロペーが狙った効果を、近現代英語詩の中でもっとも正確に再生したものには、たとえばジョン・キーツの『Ode to a Nightingale』やマシュー・アーノルドの『The Scholar-Gipsy』といった詩の、綿密に押韻されたスタンザがある。